# Talant

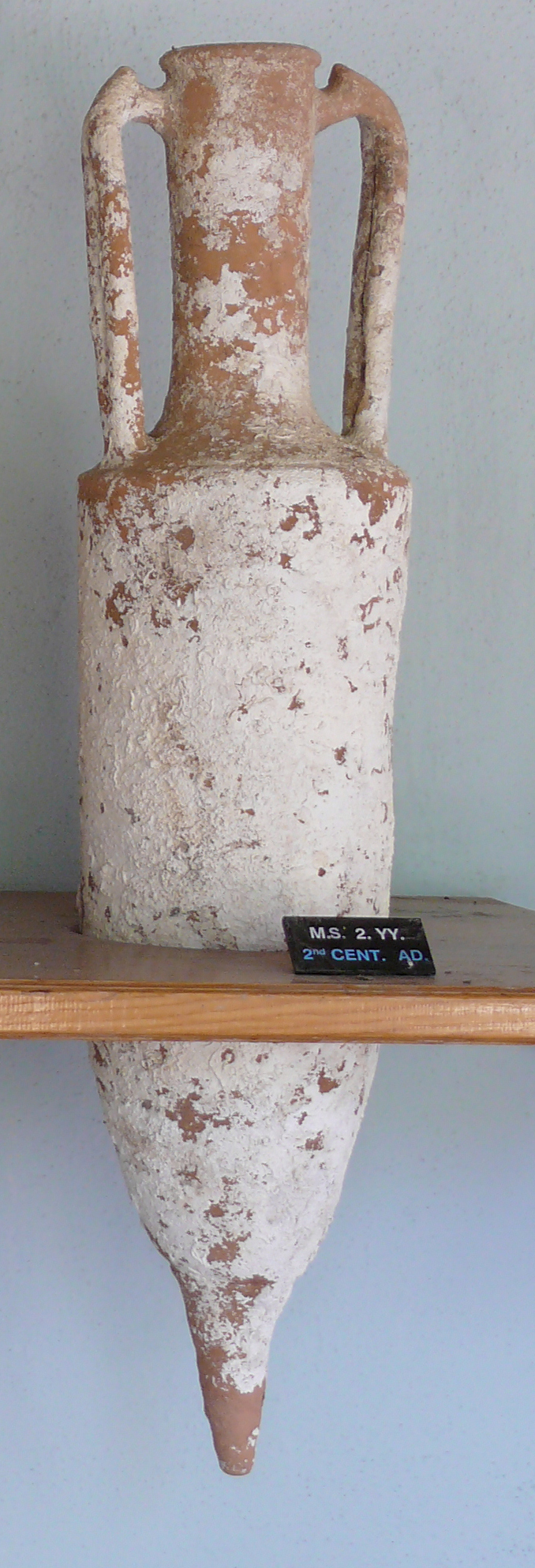
O amforă grecească antică. Un talant avea aproximativ masa de apă necesară pentru a umple o amforă

Talantul (latină: Talentum, din greaca veche: τάλαντον "scală, balanță") a fost una din unitățile vechi de măsură a masei, precum și unitățile corespunzătoare de valoare echivalente cu aceste mase a unui metal prețios. Acesta avea aproximativ masa de apă necesară pentru a umple o amforă. Un talant grec, sau un talant attic, avea 26 kg, un talant roman avea 34 kg, un talant egiptean avea 27 kg, și un talant babilonian avea 30.3 kg . Palestina Antică a adoptat talantul babilonian, dar a revizuit mai târziu masa. Talantul greu comun, utilizat în timpul Noului Testament, avea 58.9 kg.
Un talant attic de argint avea o putere de cumpărare de aproximativ 20.000 dolari, în banii din 2004.Acesta avea, de asemenea, valoarea de nouă ani de muncă calificată. În timpul Războiului peloponesiac , un talant attic era echivalent cu cantitatea de argint care ar plăti salariile o lună unui echipaj de trireme. Mercenarii greci au fost plătiți în mod obișnuit cu o drahmă pe zi de serviciu militar. Erau 6000 drahme într-un talant attic.
Babilonienii, sumerienii și evreii au împărțit un talant în 60 de mina, care au fost împărțite în 60 de șekeli. Grecii au folosit, de asemenea, raportul de 60 la o mina a unui talant. O mina grecească avea aproximativ 434 ± 3 grame. Un talant roman avea 100 livre. O livră este exact trei sferturi din mina greacă, astfel încât un talant roman avea 1,25 talanți grecești. Un talant egiptean avea 80 livre.
Talantul ca o unitate a valorii este menționat în Noul Testament, în parabola lui Iisus a talanților. Această parabolă este originea sensului cuvantului "talent" care înseamnă "dar sau aptitudine". Luca include o parabolă similară cu diferite detalii care implică mina. Talantul este, de asemenea, folosit în altă parte în Biblie, atunci când descrie că: "Grămada aurului care s-a adunat într-un an pentru Solomon a fost de 666 talanți".